# Андреев, Василий Алексеевич
Васи́лий Алексе́евич Андре́ев (1920—1961) — советский офицер, участник Великой Отечественной войны, командир взвода разведки 667-го стрелкового полка 218-й стрелковой дивизии 47-й армии Воронежского фронта, Герой Советского Союза (3.06.1944), лейтенант.

## Биография
Родился 10 июля 1920 года в селе Комиссаровка ныне Березанского района Николаевской области Украины в семье крестьянина. Украинец. Образование начальное. Работал на сахарном заводе в Одессе (Украина).
Член ВКП(б)/КПСС с 1943 года.
В Красной Армии с 1939 года. Участник Великой Отечественной войны с июня 1941 года. Принимал участие в освобождении Украины.
Командир взвода разведки 667-го стрелкового полка лейтенант Василий Андреев отличился при форсировании Днепра. 23 сентября 1943 года с группой разведчиков он переправился через реку, уничтожил боевое охранение гитлеровцев, установил места огневых точек врага в сёлах Хмельная и Пекари Каневского района Черкасской области Украины. На следующий день миномётчики полка, используя данные разведывательной группы, накрыли вражескую батарею и места сосредоточения гитлеровцев, уничтожив при этом до двух фашистских рот.
25 сентября, когда полк уже переправился на правый берег Днепра, группа немецких автоматчиков пробралась в тыл нашим подразделениям и пыталась отрезать их от берега. Лейтенант Василий Андреев поднял свой взвод в атаку и в коротком бою уничтожил врага.
27 сентября лейтенант Василий Андреев с разведчиками в селе Хмельная вывел из строя два миномёта противника.
Указом Президиума Верховного Совета СССР от 3 июня 1944 года
за образцовое выполнение боевых заданий Командования на фронте борьбы с немецкими захватчиками и проявленные при этом отвагу и геройство

лейтенанту Андрееву Василию Алексеевичу присвоено звание Героя Советского Союза с вручением ордена Ленина и медали «Золотая Звезда» (№ 2328).
После войны В. А. Андреев уволен в запас. Жил и работал в городе Нижний Ломов Пензенской области. Скончался 6 ноября 1961 года.

## Награды
- Медаль «Золотая Звезда» Героя Советского Союза (№ 2328)
- Орден Ленина
- Орден Красного Знамени
- Орден Красной Звезды
- Медали, в том числе:
  - Медаль «За победу над Германией в Великой Отечественной войне 1941—1945 гг.»

## Память
- Похоронен на аллее Славы парка в городе Нижний Ломов. На могиле установлен памятник.
- Одна из улиц города Нижний Ломов носит имя В. А. Андреева.
- В городе Нижний Ломов Пензенской области, на Аллее славы герою установлена памятная доска.

Памятная доска Андрееву Василию Алексеевичу на Аллее славы в городе Нижний Ломов Пензенской области
Могила Андреева Василия Алексеевича на Аллее славы в городе Нижний Ломов Пензенской области